# Javier Naranjo Villegas
Javier Naranjo Villegas (Abejorral, 21 de enero de 1919 - Medellín, 7 de marzo de 2014) fue un prelado colombiano de la Iglesia Católica Romana. Fue de obispo de Santa Marta entre 1971 y 1980.

## Biografía
Nació en Abejorral, pueblo del oriente del Departamento de Antioquia, hijo de Marcial Naranjo Ocampo (quien fuera hermano del sacerdote Abel María Naranjo Ocampo, rector del Seminario de Medellín) un maestro de escuela fallecido en 1927 y de Soledad Villegas Restrepo, matrona piadosa y autora de la obra teatral La pola (sobre Policarpa Salavarrieta).
Entre sus nueve hermanos destacan Juan Bautista Naranjo Villegas, sacerdote, conocedor profundo de la lengua latina y educador en Sonsón y en la Universidad Pontificia Bolivariana; Rafael Naranjo Villegas, dueño de la Librería siglo XX en Medellín y editor de libros de escritores colombianos; Jesús Naranjo Villegas, connotado abogado de petroleras colombianas, político, ensayista e historiador (autor de la biografía de Monseñor Manuel González Arbeláez); Alfredo Naranjo Villegas, cardiólogo e historiador autor del libro Anotaciones para una historia de la medicina (1992), miembro de la Academia Antioqueña de Historia, de la Academia de Historia de la Medicina de Antioquia, de la Academia de Medicina de Antioquia, de la Academia de Historia Eclesiástica, capítulo Medellín y colaborador del diario El Colombiano durante décadas; y Abel Naranjo Villegas jurista y político, quien se desempeñó como ministro de educación de Colombia, como embajador en Chile, como rector de la Universidad Nacional de Colombia y como decano de su Facultad de Derecho. Fue magistrado de la Corte Suprema de Justicia.
Javier Naranjo Villegas estudió en el Seminario de Medellín, fue ordenado sacerdote el 15 de marzo de 1942, para el clero medellinense. Se desempeñó como profesor, secretario y vicedecano de la facultad de Derecho de la Universidad Pontificia Bolivariana. Doctor en Derecho Canónico. Párroco de San Antonio de Prado. Cooperador en la parroquia de Copacabana. El 2 de junio de 1971 fue nombrado obispo de la Diócesis de Santa Marta por el papá Pablo VI y el 29 de junio de ese mismo año recibió la consagración episcopal en la Catedral de Medellín de manos del nuncio apostólico Angelo Palmas, como consagrador principal; y fueron co-consagrantes Tulio Botero Salazar, Arzobispo de Medellín y Arturo Duque Villegas, Arzobispo de Manizales. Permaneció en dicha Diócesis hasta su dimisión la cual fue aceptada por el papa Juan Pablo II el 24 de julio de 1980. Falleció en Medellín el 7 de marzo de 2014 a la edad de 95 años.